# NGC 4795
NGC 4795 (również PGC 43998 lub UGC 8037) – galaktyka spiralna z poprzeczką (SB0-a), znajdująca się w gwiazdozbiorze Panny. Odkrył ją William Herschel 23 stycznia 1784 roku.